# St. Alban (Reichenschwand)

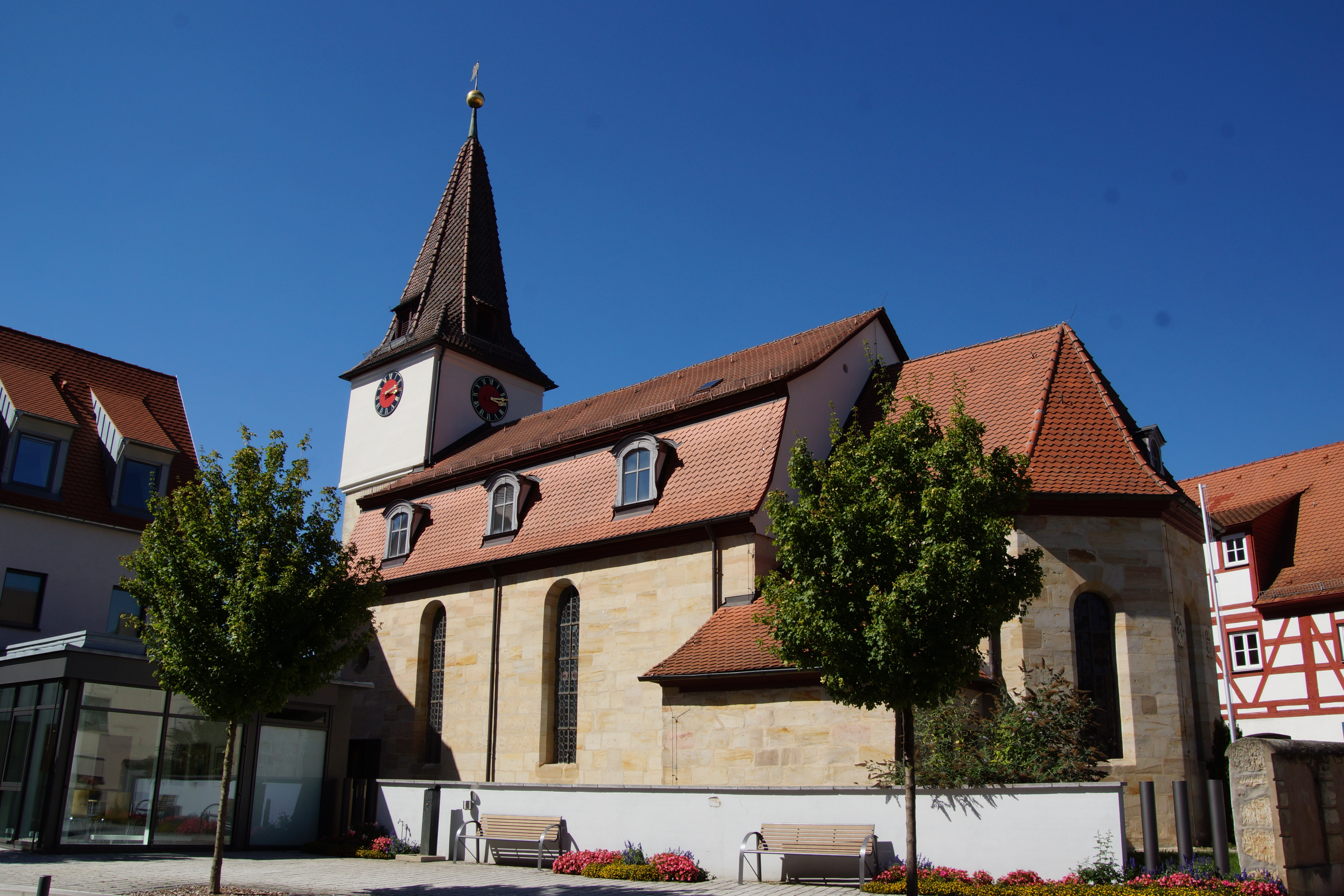
St. Alban in Reichenschwand

Die denkmalgeschützte, evangelisch-lutherische Pfarrkirche St. Alban steht in Reichenschwand, einer Gemeinde im Landkreis Nürnberger Land (Mittelfranken, Bayern). Die Kirche ist unter der Denkmalnummer D-5-74-150-11 als Baudenkmal in der Bayerischen Denkmalliste eingetragen. Die Pfarrei gehört zum Dekanat Hersbruck im Kirchenkreis Nürnberg der Evangelisch-Lutherischen Kirche in Bayern.

## Beschreibung
Die Saalkirche wurde aus Quadermauerwerk an der gleichen Stelle wie die ehemalige Burgkapelle des Schlosses Reichenschwand erbaut. Sie besteht aus einem 1751 gebauten Langhaus, das mit einem Mansarddach bedeckt ist, einem eingezogenen Chor mit dreiseitigem Abschluss im Osten mit angebauter Sakristei und einem Fassadenturm im Westen. Er wurde um ein verputztes Geschoss aufgestockt, das die Turmuhr beherbergt, und mit einem achtseitigen Knickhelm bedeckt, in dem sich hinter den als Dachgauben gestalteten Klangarkaden der Glockenstuhl befindet. Der Innenraum des Langhauses, der an drei Seiten Emporen hat, ist mit einem stuckierten Muldengewölbe überspannt. 1754 wurde die Kirche umgebaut und die Kirchenausstattung, wie den Altar, die Kanzel und das Taufbecken, erneuert. Die Orgel mit 10 Registern, einem Manual und einem Pedal wurde 1891 von Johannes Strebel gebaut.